# 灰莉
灰莉（学名：Fagraea ceilanica）为龍膽科灰莉属下的一个种。

## 外观
叶片肉质，有光泽，通常为披针形。叶柄长度可达25毫米。